# Jeongjo
Jeongjo de Joseon (28 de octubre de 1752 - 18 de agosto de 1800) fue el vigésimo segundo gobernante de la dinastía Joseon de Corea (1776-1800). A lo largo de su reinado realizó varios intentos por reformar y modernizar a Corea. Fue precedido por su abuelo, el rey Yeongjo (1724-1776) y sucedido por su hijo, el rey Sunjo (1800-1834).

## Biografía

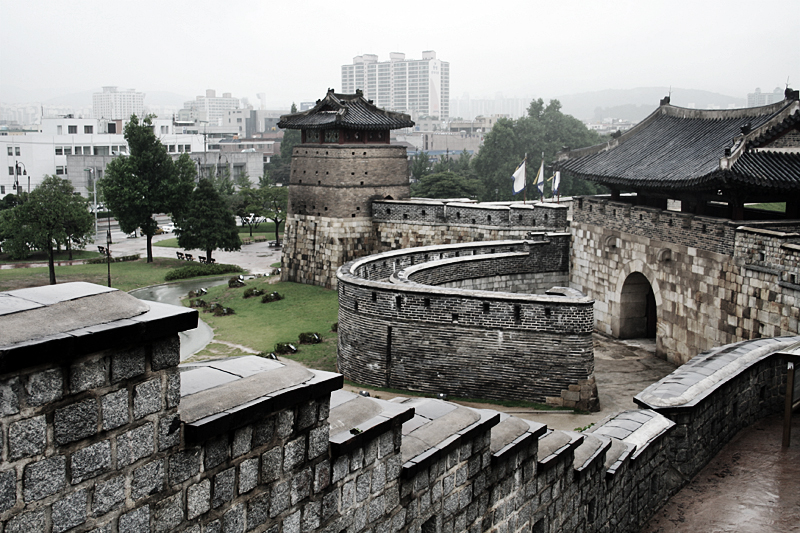
Fortaleza de Hwasong.

Nacido como Yi San, era hijo del príncipe heredero Sado (que fue asesinado por su propio padre, el rey Yeongjo) y Lady Hyegyeong (autora de su autobiografía, Las memorias de Lady Hyegyeong, donde narra su vida como princesa de Corea). Estas memorias son una importante fuente de información histórica sobre los acontecimientos políticos acontecidos durante los reinados del rey Yeongjo (su suegro), el rey Jeongjo (su hijo) y el rey Sunjo (su nieto).
En su juventud, mientras era príncipe heredero, Jeongjo conoció a Hong Guk-yeong, (홍국영, 洪國榮) un político que lo apoyó firmemente en su ascensión al trono en la consolidación de su reinado, pero que terminó expulsado por sus intrigas en la corte.
Durante gran parte de su reinado Jeongjo trató de limpiar el nombre de su padre, que era considerado un incapaz y un débil. También trasladó la corte a la ciudad de Suwon para estar más cerca de la tumba de su padre y construyó la fortaleza de Hwasong. para protegerla.
La etapa previa a su coronación se caracterizó por el caos que generó el asesinato de su padre por orden de su propio abuelo, el rey Yeongjo, quien tomó la decisión influido por políticos opuestos al príncipe heredero. El día en que finalmente Jeongjo asumió el trono, después de la muerte de su abuelo, miró a todos los presentes en la sala real y dijo: «Soy el hijo del difunto príncipe heredero Sado...». Estas palabras fueron consideradas una advertencia para los cómplices de la muerte de su padre. También emitió un decreto real en el que establecía que su madre, Hyegyeong, sería considerada reina viuda, pues era la viuda del príncipe heredero Sado. 
Durante su reinado, Jeongjo atravesó varios períodos de turbulencia política, que en buena medida logró superar gracias a la ayudad de Hong Guk-yeong. Lideró el renacimiento de la dinastía Joseon, si bien en un principio encontró resistencias por continuar la política de su antecesor. 
Realizó varias reformas durante su reinado, entre ellas fundó la biblioteca real Kyujanggak (규장각), cuyo propósito principal era fortalecer cultural y políticamente a la dinastía Joseon y reclutar a los mejores funcionarios para la administración del reino. También tomó otras iniciativas audaces como permitir el ingreso a cargos de gobierno a aquellos que habían sido previamente impedidos de acceder debido a su estatus social.
Considerado un monarca innovador, contaba con el apoyo de muchos eruditos de Silhak, incluidos Jeong Yak-yong, Pak Ji-won, Pak Je-ga y Yu Deuk-gong. Durante su reinado también se produjo un mayor crecimiento y desarrollo de la cultura popular.
En 1800 falleció a la edad de 47 años y nunca fue posible establecer claramente la causa de su muerte. Muchas de las iniciativas que no llegó a ver concretadas, fueron llevadas a cabo por su hijo y sucesor, Sunjo.
Fue enterrado junto a su esposa, la reina Hyoui, en la tumba real de Geolleung (건릉, 健 陵) en la ciudad de Hwaseong.